# خداقلی (بجنورد)
خداقلی (بجنورد)، روستایی از توابع بخش مرکزی شهرستان بجنورد در استان خراسان شمالی ایران است.

## جمعیت
این روستا در دهستان آلاداغ قرار دارد و براساس سرشماری مرکز آمار ایران در سال ۱۳۸۵، جمعیت آن 1638 نفر (۱۶۵خانوار) بوده‌است.